# Elwood (Victoria)
Elwood ist ein Stadtteil von Port Phillip City im Großraum Melbourne, Australien, ca. 7 km südöstlich des Central Business Districts. Elwood ist aufgrund seiner Strände während der Sommermonate ein beliebtes Ausflugsziel. 

## Parks und Grünanlagen
Trotz der Bebauungsdichte ist Elwood ein sehr grüner Stadtteil. Die beliebtesten und größten Grünanlagen befinden sich am Wasser, darunter Elwood Beach, Elwood Canal und Point Ormond Reserve.
Elwood ist jedoch nicht frei von Umweltproblemen. Der Strand und der Kanal werden häufig durch Müll verschmutzt, und der Kanal hat oft einen charakteristischen Geruch bedingt durch den Rückfluss von Seetang. Die lokale Verwaltung hat allerdings Strategien entwickelt, um diese Probleme zu lösen.

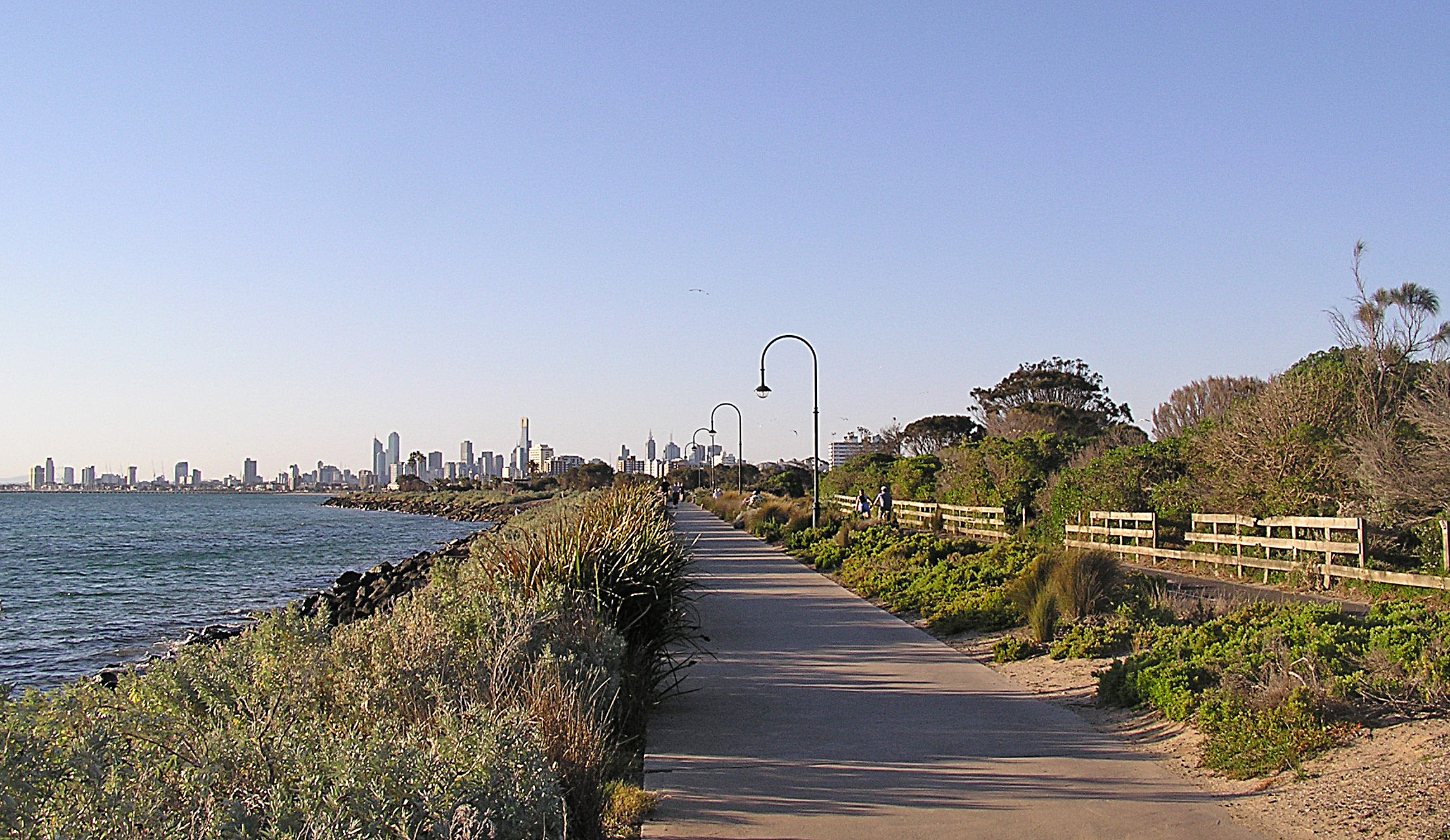
Der Strand von Elwood und Melbournes Skyline
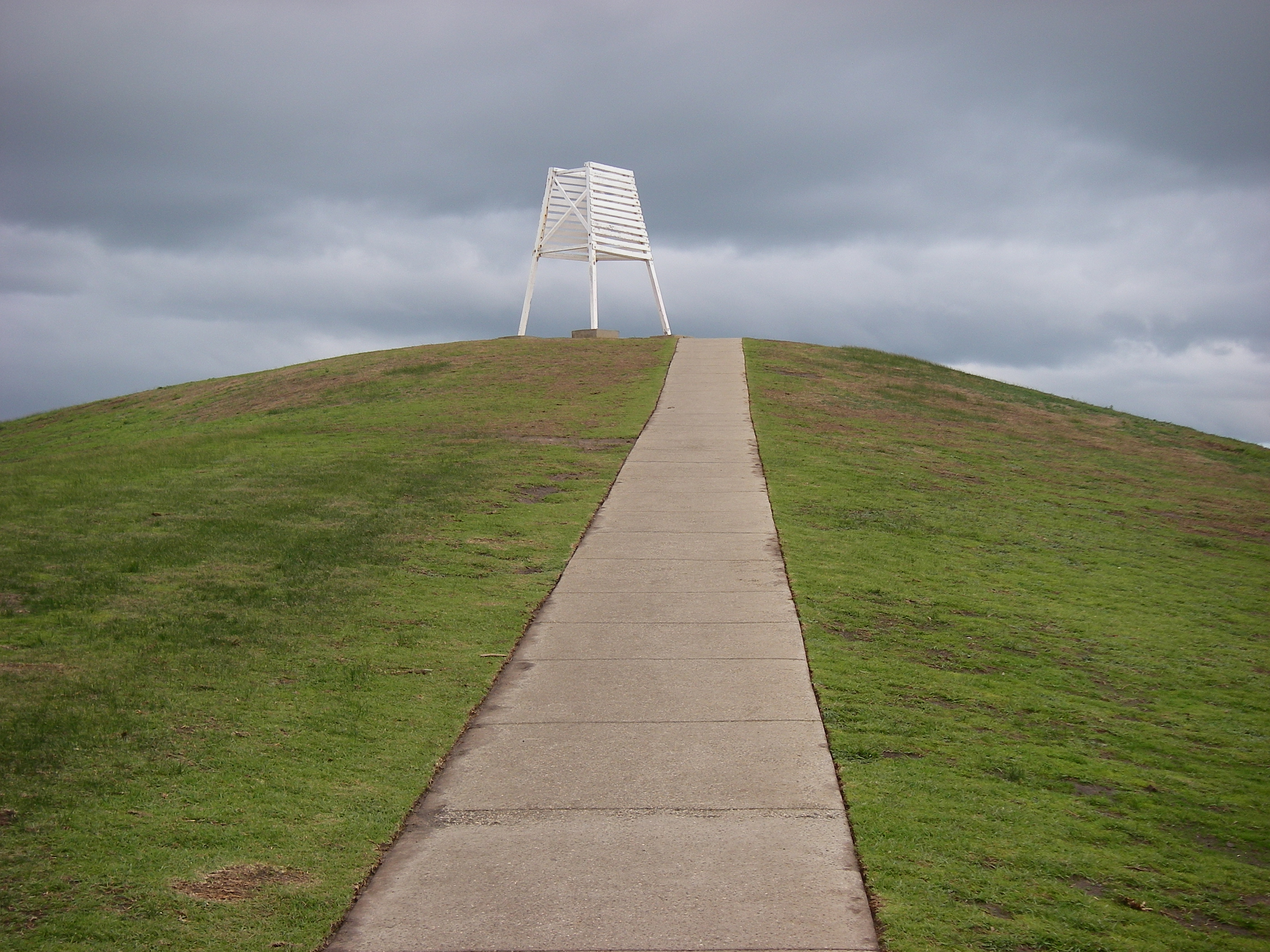
Point Ormond
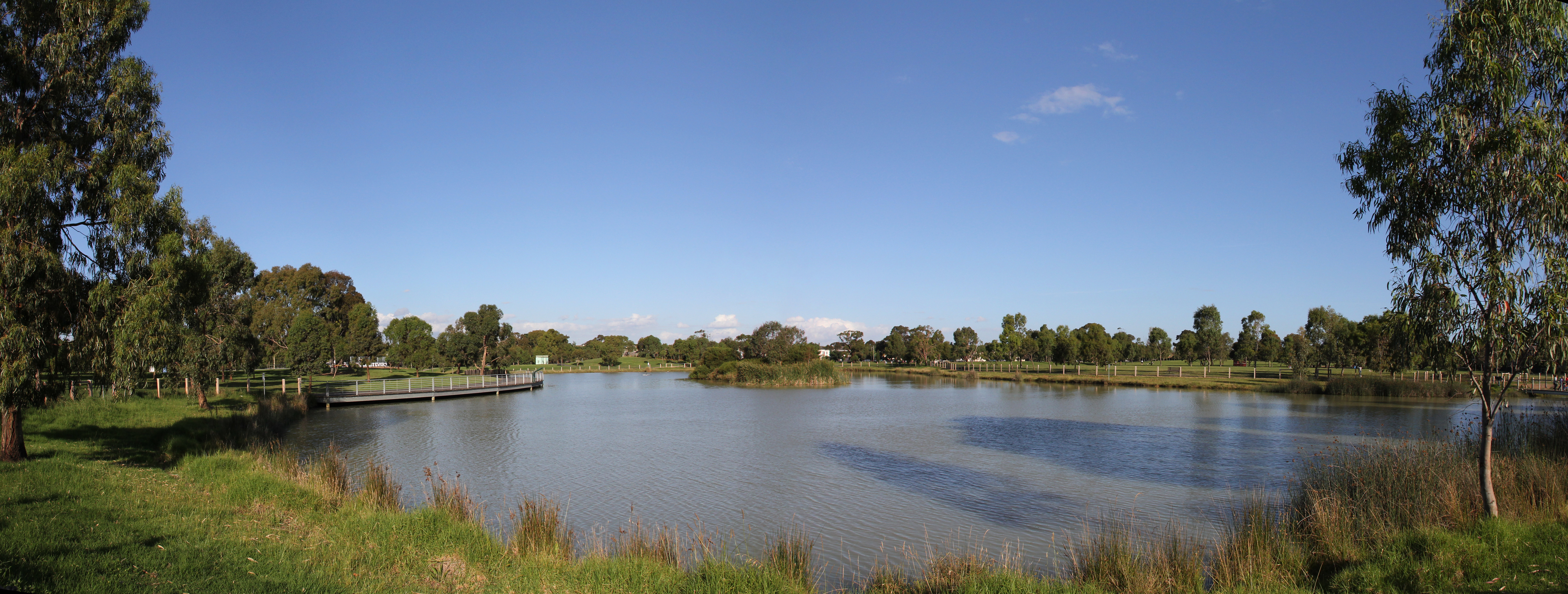
Elsternwick Park

## Straßennamen
Südlich der Ormond Road sind viele Straßen nach Sachen benannt, die einen Bezug zum Strand haben: zum Beispiel Beach Avenue (Strand), Spray Street (Gischt), Wave Street (Welle), Tide Street (Gezeiten) und Foam Street (Schaum). Nördlich der Ormond Road tragen die Straßen Namen von bekannten Schriftstellern und Dichtern zum Beispiel Shakespeare Grove, Dickens Street, Milton Street, Wordsworth Street, Byron Street, Keats Street, Tennyson Street, Ruskin Street und Shelley Street.